# 핀테크

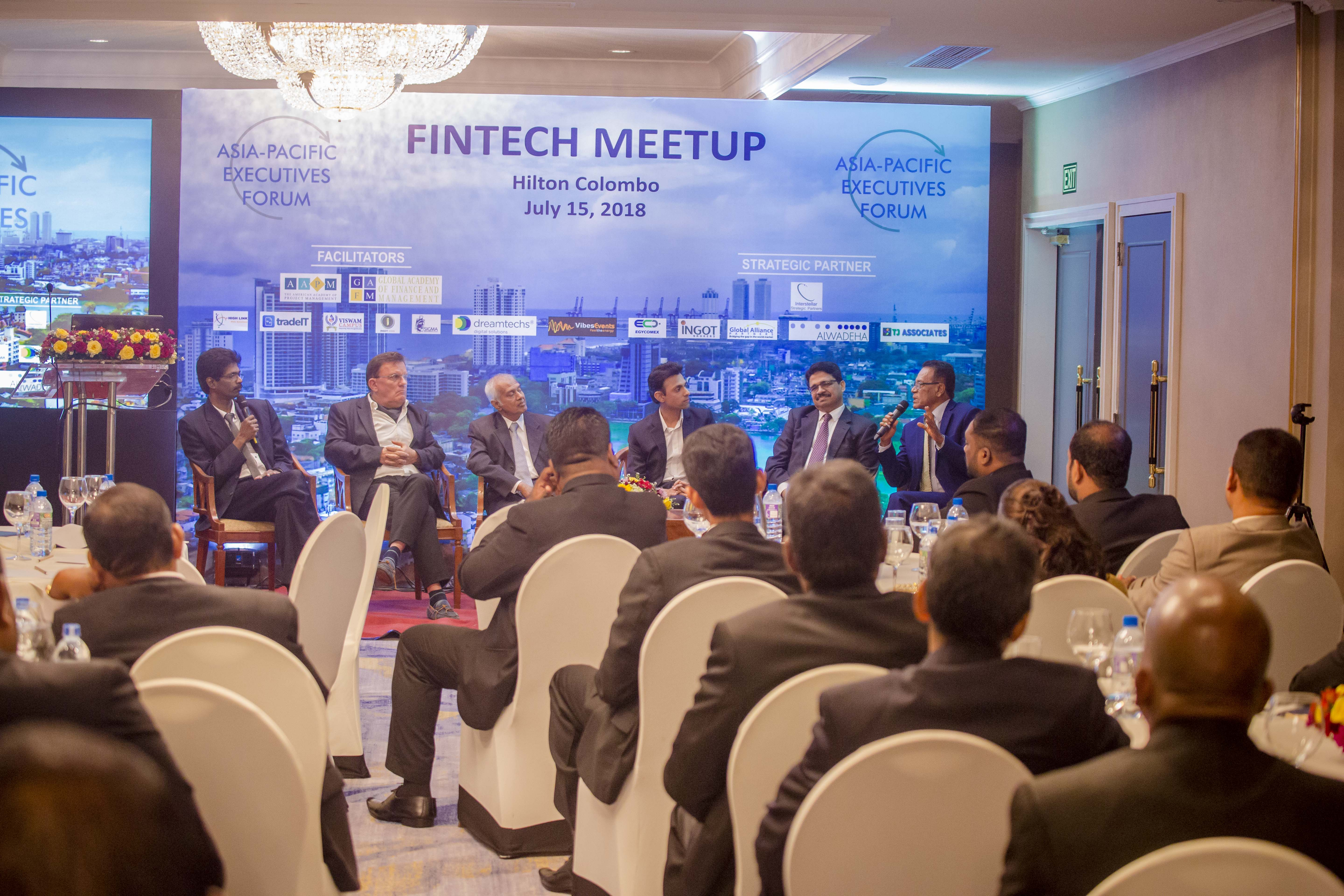
스리랑카 핀테크 협회 결성이 시작된 힐튼 콜롬보의 핀테크 모임

핀테크(FinTech 또는 Financial Technology)는 금융(Finance)과 기술(Technology)의 합성어로, 모바일, 빅 데이터, SNS 등의 첨단 정보 기술을 기반으로 한 금융서비스 및 산업의 변화를 통칭한다. 모바일을 통한 결제 · 송금 · 자산관리 · 크라우드 펀딩 등 금융과 IT가 융합된 것이다. 새로운 IT기술을 활용하여 기존 금융기법과 차별화된 금융서비스를 제공하는 기술기반 서비스 혁신이 대표적이며 최근 사례는 모바일뱅킹과 앱카드 등이 있다. 산업의 변화로는 혁신적 비금융기업이 보유 기술을 활용하여 지급결제와 같은 금융서비스를 이용자에게 직접 제공하는 현상이 있는데 애플페이, 알리페이 등을 예로 들 수 있다.

## 재테크, 전자금융과의 구별
재테크는 재무테크놀러지(영어: Finance technology)의 준말로서, 영어 약자도 핀테크(FinTech)로 같지만 의미는 전혀 다른 것을 나타낸다. 기업 또는 개인이 금융수익을 얻기 위해 벌이는 재무활동으로 기업 및 개인의 자금 조달 및 운용이 목적이다.
이에 반하여 금융기술로서의 핀테크는 금융(financial) + 기술(technology)의 합성어에서 나온 개념으로 ‘금융혁명’이라 불리는데, 흔히 IT기술을 기반으로 한 모든 금융서비스라고 해도 무방할 정도로 폭넓게 발전하고 있으며 그 주체는 대체로 비금융회사(IT 스타트업)이 맡게 된다. 지급결제, 외환송금, 크라 우드 펀딩(킥스타터), P2P 대출, P2B 대출, 자산운용, 인터넷은행, 비트코인 등 그 분야가 다양하다.
핀테크와 혼동되는 개념으로 전자금융이 있는데, 전자금융까지 핀테크로 보는 경우 '전통적 핀테크'라고 부른다. 전자금융은 기존 금융사의 가치사슬 내에서 IT를 통해 효율적으로 금융서비스를 제공하는 방식으로, 스마트폰 뱅킹을 비롯한 금융사의 직접 제공 서비스는 전자금융의 영역이다.
또한, 기존 전통적 핀테크인 전자어음에 P2B 대출을 결합시킨 중소기업 지원형 전자 어음 플랫폼도 등장하고 있다.

## Fintech 업종
많은 혁신을 목격하고있는 5 가지 전통적인 금융 서비스 영역이 있다.
- 지불 및 송금 : ID를 확인하고 돈을 저축하는 계좌 (예 : 은행 계좌), 돈 예금 및 인출 도구 (예 : 수표 및 직불 카드) 및 다른 당사자간에 안전하게 돈을 교환하기위한 시스템 (예 : ACH ).
- 차입 및 대출 : 예금자로부터 돈을 모으고 차용인에게 신용을 제공하는 소비자 기관 (예 : 신용 카드, 모기지 또는 자동차 대출)
- 자산 관리 : 금융 투자 (예 : 주식 시장에 투자) 및 은퇴 및 부동산 계획 (예 : 연금 및 연금)과 관련된 거래에 조언을 제공하고 실행하는 고문, 중개인 및 투자 관리자.
- 보험 : 생명 보험뿐만 아니라 손해 보험 (예 : 자동차 보험, 주택 소유자 보험 또는 건강 보험).
- 통화 : 국가의 가치가 뒷받침되는 상점, 계정 단위 및 교환 매체 (예 : 미국 달러, 스털링, 유로)[4]

## 핀테크종류
- 애플페이
- 삼성페이
- 구글 페이
- 알리페이
- 페이팔
- 한국어음중개
- 카카오페이
- Toss

## 같이 보기
- 인터넷 전문은행
- 전자어음
- 페이팔
- 핀테크(기업)